# Туристическо дружество „Паскал“
Туристическото дружество „Паскал“ е спортна и планинарска организация в град Пирдоп. Името му идва от връх Паскал (2029 м).
Туристическото дружество „Паскал“ е основано през 1924 г. по инициатива на учителя Методи Стоянов (1877 – 1954) като Туристическо дружество „Косица“ в местността Борова гора.
Юнашко туристическо дружество в горните класове на гимназията развива дейност с множество излети в Стара планина и Средна гора, вечеринки, томболи и др. Дружеството бързо става част от обществения и културен живот в Пирдоп и района. Туристическата му дейност обаче е спъвана от липсата на дом в планината и в годините 1926 – 1930 има известен спад в дейността. На 28 май 1930 година Настоятелството му свиква членовете на дружеството, за да се обсъди идеята за построяване на хижа в Стара планина, бъдещата хижа „Паскал“. Свиква се комитет по построяването в състав Александър Пушкаров, Симеон Савов и Тодор Ангелов – лесничей. Хижата е открита 24 август 1930 г.